# Pierre Kartner
Petrus Antonius Laurentius (Pierre) Kartner (Elst (Gelderland), 11 april 1935 – Breda, 8 november 2022), artiestennaam Vader Abraham, was een Nederlandse zanger, componist en producer van amusementsliedjes.

## Levensloop

### Jonge jaren
Kartner werd geboren op het station van Elst, als zoon van een stationschef. Hij had twee broers en een zus en stamde uit een familie van militairen en veldwachters die in de vroege 19e eeuw vanuit Maagdenburg via Roermond en Utrecht in het oosten van Noord-Brabant belandde. Generaties lang woonde de familie in Helenaveen, van waaruit de vader van Pierre naar Elst vertrok.
In augustus 1938 verhuisde het gezin Kartner van Elst naar Breda. Toen Pierre Kartner acht was, won hij zijn eerste talentenjacht. Zijn opleiding voor banketbakker kreeg Pierre op het instituut St. Louis te Oudenbosch aan de Nijverheidsschool St. Jozef. Pierre was enige jaren op het door de broeders geleide internaat. Hij werkte in een chocoladefabriek als chocoladegieter in Hoboken. Tegenover een verslaggever verzon hij jaren later het verhaal dat hij destijds zo arm was dat hij in de fabriek op zijn overall warme chocolade morste om het thuis als broodbeleg te gebruiken. Verder werkte hij als banketbakker en baatte hij een frietkraam uit.

### Jaren zestig
In de jaren zestig deed Kartner ervaring op als artiest in het trio The Headlines, later The Lettersets genoemd met onder meer Dimitri van Toren en Jaap Goedèl. Na het uiteenvallen van die groep was Pierre een tijdje plugger voor platenmaatschappij Negram. Vervolgens werkte hij vanaf omstreeks 1967 voor die maatschappij als producer.
Als Lord Wanhoop nam hij een aantal "schuine" en dubbelzinnige liedjes op zoals Kruidendokter, Lily Marleen, Tonia en In het bad met Violetta (refrein: "Niet te heet, niet te koud"). Ook onder namen als Pierre, The Headlines, The Lettersets, Het Rood-Wit-Blauw Trio, De Aardmannetjes, Los Vastos, Pierre en zijn Pietjes, Nol en Marie, De Uilen, Duo Venus & Penis en Duo X (samen met Annie de Reuver) produceerde hij talloze platen voor het Dureco- en Elf Provinciën-label, waarop hij vaak zelf de zang verzorgde. Samen met Ad Nijkamp vormde Pierre Kartner het gelegenheidsduo De Dikke & De Dunne en namen zij de single Ik zal nooit meer dronken wezen op. Die samenwerking zou later de basis vormen voor het ontstaan van de figuur Vader Abraham en de zeven zonen. Kartner probeerde artiesten als Willemien, Joke en Ben en De Kermisklanten aan een doorbraak te helpen. Het leverde enkele bescheiden succesjes op.

### Eerste successen
De grote klapper maakte hij pas in 1970 toen Corry en de Rekels wekenlang in de hoogste regionen van de hitlijst stonden met zijn compositie Huilen is voor jou te laat.
In de loop van de jaren zeventig was hij de man achter onder meer Ben Cramer (De clown), Jacques Herb (Manuela) en Wilma (Zou het erg zijn lieve opa). Kartner schreef ook de Nederlandse inzending voor het Eurovisiesongfestival van 1973, De oude muzikant, gezongen door Ben Cramer, en voor het Eurovisiesongfestival 2010, Ik ben verliefd (sha-la-lie), uitgevoerd door Sieneke.

### "Vader Abraham"
Met de carnavalskraker Vader Abraham had zeven zonen werd in 1971 het personage Vader Abraham geboren. Bij het eerste televisieoptreden bestond de in de haast bij elkaar geroepen groep van zeven zonen nog uit vijf mannen en twee (verklede) vrouwen. Hierna werd de groep Vader Abraham en zijn goede zonen gedoopt en vanaf dat moment begeleidden Ad Nijkamp, Ben van Dongen, Bram Stukje en Hans Lauwen Pierre Kartner. Ze scoorden een reeks van top 10-hits als Pootje baaien, Jij en ik blijven bestaan, Vader Abraham had zeven zonen, Olleke bolleke en Uche uche. De groep viel door financiële perikelen rond 1973 uiteen, waarna Ad Nijkamp als enige goede zoon overbleef en het management rond Pierre Kartner op zich nam. Op dat moment stond ook De Vader Abraham Show onder andere in de Rotterdamse Ahoy. Daarin traden onder anderen Jacques Herb, De Kermisklanten, Ben Cramer, De Gebroeders Brouwer, Mieke en Het Vader Abraham Showorkest op.
Kartner had solo-hits als Vader Abraham met onder andere In de C-klasse, In 't kleine café aan de haven en 't Smurfenlied. Beide laatste nummers waren internationaal succesvol, wereldwijd verkocht hij van 't Smurfenlied meer dan 25 miljoen platen en ruim 250 artiesten coverden zijn hit In 't kleine café aan de haven. Dit laatste nummer geldt tegenwoordig onder de titel The Red Rose Café internationaal als een evergreen.
Vanaf de late jaren tachtig werd Kartners succes minder vanzelfsprekend. Hoewel zijn successen uit de jaren zeventig hem tot een graag geziene gast in het Nederlandse schnabbelcircuit maakten, lukte het hem niet meer om grote hits te scoren. Kartner weet dit in de eerste plaats aan de onwil van gevestigde media om aandacht aan zijn werk te besteden.
Een andere hit was Wij zijn de Wuppies. Albert Heijn en Johan Vlemmix, die rond het WK van 2006 een Wuppie-actie en Wuppie-lied hadden, vochten samen daarover voor de rechter een geschil uit. Vlemmix moest zijn single terugtrekken.
Op 5 februari 2016 won Vader Abraham de “Carnavalskneiter” van RadioNL met zijn single Wittewattetis Gewittetnie.
Kort voor de coronapandemie bracht Kartner zijn laatste single "Zonder boeren geen eten" uit waarmee hij de protesterende boeren een hart onder de riem wilde steken in het stikstofdebat.

### Politiek

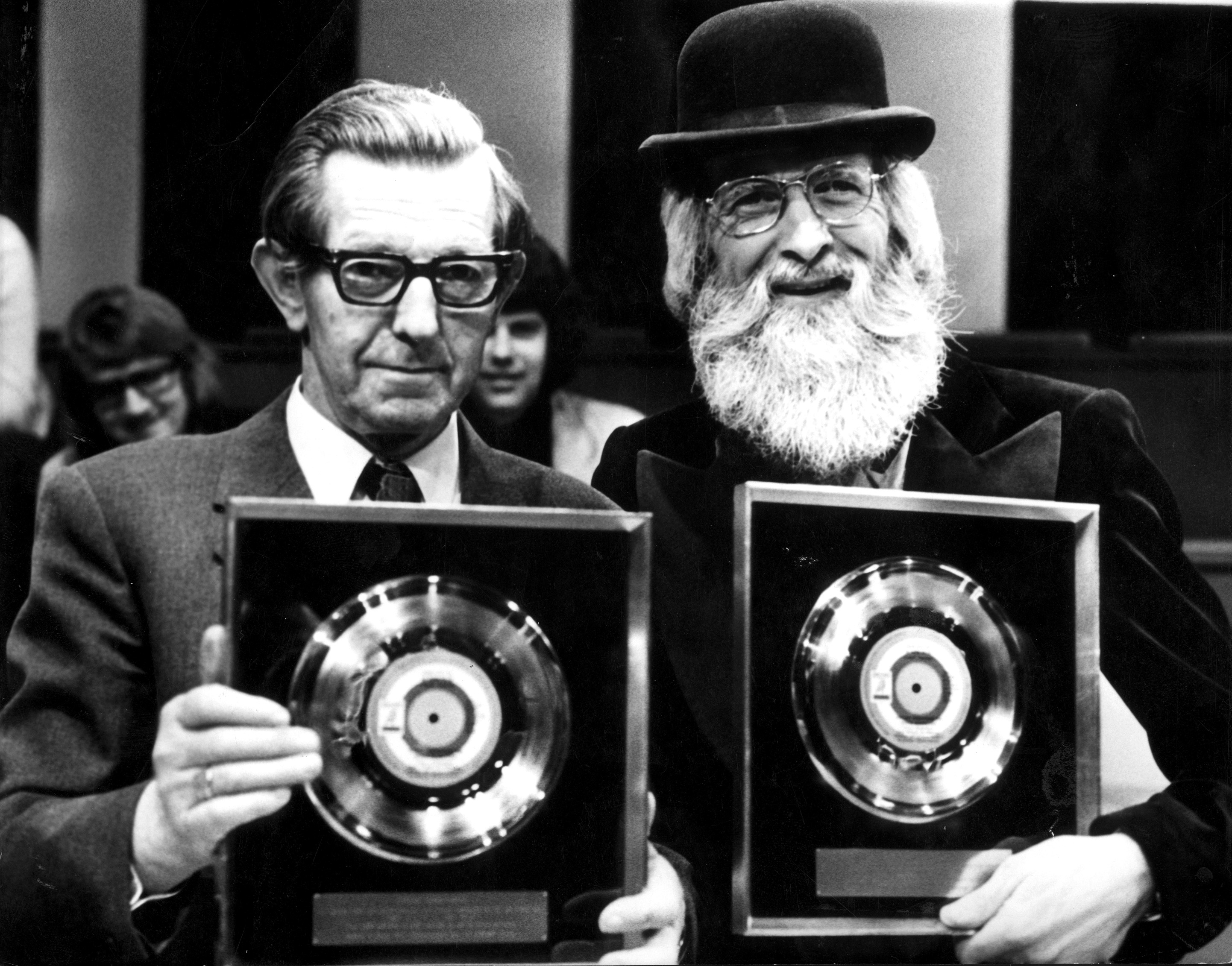
Politicus Hendrik Koekoek (links) en Pierre Kartner in 1974, met hun gouden plaat voor Den Uyl is in den olie

Kartner heeft zich meer dan eens in het publieke debat gemengd. In 1974 maakte hij op de melodie van 'De uil is in de olmen' het carnavalsliedje Den Uyl is in den olie (een knipoog naar de oliecrisis, de olieboycot door de Arabische landen vanwege de houding van de westerse wereld tegenover hun conflict met Israël, waarin Nederland toen verzeild was geraakt). Aan het nummer werd meegewerkt door het Tweede Kamerlid Hendrik Koekoek van de Boerenpartij, die het refrein meezong.
In 1975 volgden Wat doen we met die Arabieren hier en Hoera retteketet (een hoeraatje voor het kabinet). Het carnavalslied Wat doen we met die Arabieren hier bevatte onder meer de tekst "ze zijn niet te vertrouwen bij onze mooie vrouwen" en leidde tot Tweede Kamervragen van Hein Roethof en Aad Kosto aan minister van Justitie Van Agt. Beide Kamerleden pleitten voor strafrechtelijke vervolging van Kartner. Ook vijf in Amsterdam wonende Arabieren drongen op strafrechtelijke vervolging van Kartner aan. De single werd niet uitgebracht en tienduizenden exemplaren werden vernietigd. Aangezien de plaat niet was uitgebracht en Kartner zijn excuses had aangeboden oordeelde het Openbaar Ministerie dat strafvervolging niet opportuun meer was. De minister van Justitie sloot zich daar bij aan en beschouwde de zaak als afgedaan. In 1976 zong Kartner met Mieke het leger van werkelozen. De melodie had hij grotendeels ontleend aan Lili Marleen. Toen de componist en tekstschrijver van Lili Marleen hier in 1977 kennis van namen vonden ze dat Kartner hun lied omlaag had gehaald en eisten ze in kort geding een verbod op verdere openbaarmaking. Ook eisten ze alle inkomsten op.
Op 16 februari 2002 bracht Kartner de single Wimmetje gaat, Pimmetje komt uit, waarin Kartner samen met Pim Fortuyn een duet zong. Het werd een bescheiden hit en kwam tot positie 88 in de Mega Top 100.

### Overlijden
Kartner woonde het grootste deel van zijn leven in Breda. Hij leed aan het eind van zijn leven aan botkanker en stierf op 8 november 2022 op 87-jarige leeftijd. Kartner werd in besloten kring begraven. Na de uitvaart op 11 november werd dezelfde dag zijn overlijden publiek gemaakt.

## Onderscheidingen
- Vader Abraham beeld, door Wim Vis, voor zijn verdiensten in de Nederlandse muziek[bron?]
- De Kluwer International Award
- Exportprijs (geweigerd)
- De Gouden Roos
- De Edith Piaf-prijs (1973)
- Het Harpoentje (1974)
- De Edison (1974)
- De Gouden Harp (1978)
- De Conamus Exportprijs (1978)
- De Gouden Kanjer (1989: door Frank Masmeijer - NCRV)
- Het Gouden Hart van Rotterdam (1992, voor gehele oeuvre)
- De Zilveren Haring (1992)
- Ridder in de Orde van de Nederlandse Leeuw (april 2000)
- De Gouden Kabouter Award (maart 2006)
- De TrosKompas Oeuvre Award en van Buma NL een Lifetime Achievement Award (2014, voor gehele oeuvre)
- Buma NL Lifetime Achievement Award (2014)
- De Omroep Brabant Oeuvreprijs (februari 2015)[17]

## Discografie als Vader Abraham

### Albums
| Album met eventuele hitnotering(en) in de Nederlandse Album Top 100 | Datum van verschijnen | Datum van binnenkomst | Hoogste positie | Aantal weken | Opmerkingen          |
| ------------------------------------------------------------------- | --------------------- | --------------------- | --------------- | ------------ | -------------------- |
| Vader Abraham en zijn goede zonen                                   | 1973                  | 24-02-1973            | 9               | 4            | met zijn goede zonen |
| Zo is het leven                                                     | 1973                  | 10-11-1973            | 20              | 6            |                      |
| In Smurfenland                                                      | 1977                  | 03-12-1977            | 1(4wk)          | 19           | met de Smurfen       |
| De wonderlijke Wuppie wereld                                        | 1981                  | 05-09-1981            | 37              | 5            | met de Wuppies       |
| Together forever                                                    | 1990                  | 13-10-1990            | 55              | 10           | met de Smurfen       |
| Vader Abraham totaal                                                | 1993                  | 27-02-1993            | 40              | 8            | Verzamelalbum        |
| Lach naar de wolken                                                 | 1994                  | 26-11-1994            | 67              | 7            | als Pierre Kartner   |
| 25 Jaar: Zijn 36 grootste successen                                 | 1995                  | 11-11-1995            | 76              | 8            | Verzamelalbum        |
| 30 jaar Vader Abraham                                               | 2000                  | 11-03-2000            | 88              | 2            | Verzamelalbum        |

| Album met hitnotering(en) in de Vlaamse Ultratop 200 albums | Datum van verschijnen | Datum van binnenkomst | Hoogste positie | Aantal weken | Opmerkingen |
| ----------------------------------------------------------- | --------------------- | --------------------- | --------------- | ------------ | ----------- |
| Gefeliciteerd Vader Abraham! - 80 jaar                      | 2015                  | 04-04-2015            | 167             | 3*           |             |

### Singles
| Single met eventuele hitnotering(en) in de Nederlandse Top 40 | Datum van verschijnen | Datum van binnenkomst | Hoogste positie | Aantal weken | Opmerkingen                                                                               |
| ------------------------------------------------------------- | --------------------- | --------------------- | --------------- | ------------ | ----------------------------------------------------------------------------------------- |
| Hallo, mijnheer den Uil je onderbroek is vuil                 | 1969                  | 22-02-1969            | 21              | 3            | als De Uilen                                                                              |
| In gedachten zie ik 't kerkje weer                            | 1969                  | 01-11-1969            | 25              | 4            | als Duo X / met Annie de Reuver                                                           |
| Niemand kan ons toch scheiden                                 | 1970                  | 09-05-1970            | 23              | 3            | als Duo X / met Annie de Reuver / nr. 27 in de Hilversum 3 Top 30                         |
| Laat me niet alleen                                           | 1970                  | 15-08-1970            | tip             | -            | als Duo X / met Annie de Reuver                                                           |
| Kijk in mijn ogen                                             | 1970                  | 19-09-1970            | 35              | 3            | als Duo X / met Annie de Reuver                                                           |
| Heb je nog een bloemetje voor m'n knoopsgat, schat?           | 1971                  | 30-01-1971            | 20              | 5            | als Toon & Herman (met Jan Krispijn) / nr. 24 in de Hilversum 3 Top 30                    |
| Vader Abraham had zeven zonen                                 | 1971                  | 20-02-1971            | 11              | 4            | met zijn zeven zonen / nr. 11 in de Hilversum 3 Top 30                                    |
| (Baaie baaie) Pootje baaien                                   | 1971                  | 17-04-1971            | 34              | 2            | met zijn zeven zonen                                                                      |
| Zou het erg zijn lieve opa                                    | 1971                  | 05-06-1971            | 1(2wk)          | 15           | met Wilma / nr. 1 in de Daverende 30                                                      |
| Jij en ik blijven bestaan (de wereld zal toch ooit vergaan)   | 1971                  | 09-10-1971            | 10              | 10           | met zijn goede zonen / nr. 8 in de Daverende 30                                           |
| 'n Tied van komen, 'n tied van gaan                           | 1971                  | 1971                  | ?               | ?            | met zijn goede zonen                                                                      |
| Olleke bolleke                                                | 1972                  | 29-01-1972            | 2               | 7            | met zijn goede zonen / nr. 3 in de Daverende 30                                           |
| Ajax, leve Ajax!                                              | 1972                  | 10-06-1972            | 25              | 4            | met zijn goede zonen / nr. 27 in de Daverende 30                                          |
| Zo is het leven                                               | 1972                  | 30-09-1972            | 20              | 7            | nr. 27 in de Daverende 30                                                                 |
| Veronica 538                                                  | 1972                  | 07-10-1972            | 9               | 9            | met zijn goede zonen, Jacques Herb & de Makkers / nr. 18 in de Daverende 30 / Alarmschijf |
| Vader Abraham                                                 | 1972                  | 02-12-1972            | tip2            | -            | met zijn goede zonen                                                                      |
| Uche uche                                                     | 1973                  | 17-02-1973            | 6               | 7            | met zijn goede zonen / nr. 9 in de Daverende 30                                           |
| Bedankt lieve ouders                                          | 1973                  | 19-05-1973            | 18              | 8            | nr. 23 in de Daverende 30                                                                 |
| Ajax wint de Europacup                                        | 1973                  | 26-05-1973            | tip4            | -            | met zijn goede zonen                                                                      |
| Haremlied (Je kijkt van top tot teen)                         | 1973                  | 06-10-1973            | 21              | 5            | met zijn goede zonen / nr. 25 in de Daverende 30                                          |
| Kinderogen                                                    | 1973                  | 01-12-1973            | 13              | 7            | nr. 15 in de Daverende 30                                                                 |
| Ay-ay-ay Don José                                             | 1974                  | 05-01-1974            | 19              | 6            | als Vader Abraham Show Orkest / nr. 22 in de Daverende 30                                 |
| Den Uyl is in den olie                                        | 1974                  | 26-01-1974            | 1(2wk)          | 8            | met Boer Koekoek en kinderkoor de Makkertjes/ nr. 1 in de Daverende 30                    |
| Koekoeroekoekoe Paloma                                        | 1974                  | 27-04-1974            | 19              | 6            | als Vader Abraham Show Orkest / nr. 20 in de Nationale Hitparade                          |
| In de C-klasse                                                | 1974                  | 11-05-1974            | 19              | 7            | nr. 25 in de Single Top 100 / gepersifleerd door André van Duin                           |
| Die ene herinnering                                           | 1974                  | 15-06-1974            | tip6            | -            |                                                                                           |
| Maar in m'n tuin daar bloeit een roos                         | 1974                  | 05-10-1974            | tip20           | -            |                                                                                           |
| Geven voor leven                                              | 1974                  | 30-11-1974            | 19              | 5            | nr. 18 in de Nationale Hitparade                                                          |
| Hoera retteketet (een hoeraatje voor het kabinet)             | 1975                  | 01-02-1975            | 28              | 3            | nr. 22 in de Nationale Hitparade                                                          |
| Camp                                                          | 1975                  | 22-03-1975            | tip18           | -            | als Vader Abraham Show Orkest                                                             |
| Wat doen we met die Arabieren hier?                           | 1975                  | 1975                  | --              | -            | Uit de handel genomen                                                                     |
| Zomertijd                                                     | 1975                  | 12-07-1975            | 14              | 7            | met Mieke / nr. 15 in de Nationale Hitparade                                              |
| In 't kleine café aan de haven                                | 1976                  | 03-01-1976            | 16              | 8            | nr. 19 in de Nationale Hitparade                                                          |
| Het leger van werkelozen                                      | 1976                  | 31-01-1976            | 10              | 7            | met Mieke, De Kermisklanten & Weesper Mannenkoor / nr. 9 in de Nationale Hitparade        |
| Niet elke oester heeft een parel                              | 1976                  | 24-04-1976            | tip2            | -            | met Mieke                                                                                 |
| Als je wilt weten wie ik ben                                  | 1976                  | 14-08-1976            | 28              | 4            | nr. 27 in de Nationale Hitparade                                                          |
| Mooi Griekenland                                              | 1976                  | 25-12-1976            | 24              | 6            | nr. 25 in de Nationale Hitparade                                                          |
| Adeile                                                        | 1977                  | 05-02-1977            | 23              | 4            | nr. 23 in de Nationale Hitparade                                                          |
| Sta even stil                                                 | 1977                  | 14-05-1977            | 23              | 4            | nr. 25 in de Nationale Hitparade                                                          |
| Oh Mario                                                      | 1977                  | 06-08-1977            | tip4            | -            |                                                                                           |
| 't Smurfenlied                                                | 1977                  | 15-10-1977            | 1(7wk)          | 17           | nr. 1 in de Nationale Hitparade                                                           |
| Smurfenbier                                                   | 1978                  | 21-01-1978            | 5               | 6            | nr. 4 in de Nationale Hitparade / Alarmschijf                                             |
| Mary Rose                                                     | 1978                  | 10-06-1978            | 20              | 7            | nr. 23 in de Nationale Hitparade                                                          |
| Als je weggaat                                                | 1978                  | 25-11-1978            | 34              | 3            | nr. 33 in de Nationale Hitparade                                                          |
| Nee daar trappen we niet in                                   | 1979                  | 03-02-1979            | 17              | 5            | nr. 12 in de Nationale Hitparade                                                          |
| Hij was goed voor z'n moeder                                  | 1979                  | 02-06-1979            | tip             | -            | met 5 PK / nr. 45 in de Nationale Hitparade                                               |
| 999                                                           | 1979                  | 15-09-1979            | 37              | 3            | met 5 PK / nr. 40 in de Nationale Hitparade                                               |
| Ring ring ring                                                | 1979                  | 08-12-1979            | tip17           | -            | nr. 43 in de Nationale Hitparade                                                          |
| Laat de Russen maar komen / Aa'me hoelala                     | 1980                  | 02-02-1980            | 19              | 4            | nr. 18 in de Nationale Hitparade                                                          |
| De havens van Rotterdam                                       | 1980                  | 22-03-1980            | tip9            | -            |                                                                                           |
| Bedankt piraten                                               | 1980                  | 21-06-1980            | 38              | 3            | nr. 22 in de Nationale Hitparade                                                          |
| Mijn dorpje Elst bij Nijmegen                                 | 1980                  | 27-09-1980            | tip2            | -            | nr. 30 in de Nationale Hitparade                                                          |
| Vrede                                                         | 1981                  | 03-01-1981            | 29              | 3            | met Donna Lynton & het koor Standfaste / nr. 11 in de Nationale Hitparade                 |
| Wij zijn de Wuppies                                           | 1981                  | 04-07-1981            | 21              | 6            | met de Wuppies / nr. 14 in de Nationale Hitparade                                         |
| Liefde is als een roos                                        | 1981                  | -                     |                 |              | met Dennie Christian / nr. 38 in de Nationale Hitparade                                   |
| In het zuiden                                                 | 1982                  | 30-01-1982            | 32              | 3            | nr. 28 in de Nationale Hitparade                                                          |
| Vraag 't aan de dieren                                        | 1982                  | 08-05-1982            | tip20           | -            |                                                                                           |
| We hebben allemaal een neus                                   | 1982                  | 16-10-1982            | tip             | -            | nr. 8 in de Nationale Hitparade                                                           |
| Ja, ja ik voel 't al                                          | 1983                  | 08-01-1983            | tip2            | -            | nr. 35 in de Nationale Hitparade                                                          |
| De fanfare / Als we gaan...                                   | 1983                  | 21-01-1984            | tip13           | -            |                                                                                           |
| Ik leef om te leven                                           | 1984                  | 28-07-1984            | tip21           | -            |                                                                                           |
| Musica                                                        | 1984                  | 17-11-1984            | tip14           | -            | als Pierre Kartner / nr. 46 in de Nationale Hitparade                                     |
| Brinkman, minister Brinkman.......                            | 1985                  | 26-01-1985            | 15              | 6            | nr. 12 in de Nationale Hitparade                                                          |
| Het derde been van Vandersteen                                | 1986                  | 04-01-1986            | tip10           | -            | nr. 45 in de Nationale Hitparade                                                          |
| Ik breng geen bloemen voor je mee...                          | 1987                  | 17-01-1987            | tip3            | -            | met Barry Hughes / nr. 38 in de Nationale Hitparade                                       |
| Het apenlied (Rare mensen)                                    | 1987                  | 12-09-1987            | tip2            | -            | nr. 47 in de Nationale Hitparade                                                          |
| Ik ben nog steeds verliefd op jou                             | 1987                  | 26-12-1987            | tip13           | -            | nr. 61 in de Nationale Hitparade                                                          |
| Waarom huil je nou                                            | 1988                  | 08-10-1988            | tip3            | -            | met Tessa / nr. 38 in de Nationale Hitparade                                              |
| Zorg dat je met kerstmis nooit alleen bent                    | 1988                  | -                     |                 |              | met Tessa / nr. 80 in de Nationale Hitparade                                              |
| Sjaan, je moet vanavond maar niet wachten                     | 1989                  | 07-01-1989            | tip3            | -            | nr. 38 in de Nationale Hitparade                                                          |
| Op de deksel van de jampot...                                 | 1990                  | 03-02-1990            | 28              | 6            | nr. 19 in de Nationale Hitparade                                                          |
| Doe mij maar na                                               | 1990                  | 17-11-1990            | 37              | 3            | met de Smurfen / nr. 32 in de Nationale Hitparade                                         |
| Door jou heb ik 's nachts koude voeten                        | 1991                  | 19-01-1991            | tip6            | -            | nr. 46 in de Nationale Hitparade                                                          |
| Vandaag zal heel de wereld even anders zijn                   | 1992                  | 15-02-1992            | 27              | 4            | nr. 19 in de Nationale Hitparade                                                          |
| We gaan naar Zweden                                           | 1992                  | 06-06-1992            | tip13           | -            | nr. 48 in de Nationale Hitparade                                                          |
| Dicht bij elkaar                                              | 1992                  | 26-12-1992            | 36              | 3            | met Carry Tefsen / nr. 28 in de Nationale Hitparade                                       |
| Mien, laat de liefde aan me zien                              | 1993                  | 13-02-1993            | 26              | 4            | nr. 21 in de Nationale Hitparade                                                          |
| Greetje, jij maakt ons gek                                    | 1994                  | 15-01-1994            | tip5            | -            | nr. 33 in de Mega Top 50                                                                  |
| Van Breda tot aan Maastricht                                  | 1995                  | 28-01-1995            | tip8            | -            |                                                                                           |
| Als je inlegkruisje maar goed zit                             | 1996                  | 03-02-1996            | 27              | 3            | nr. 21 in de Mega Top 50/100                                                              |
| Nu zijn we alle twee artiesten                                | 1996                  | 12-10-1996            | 16              | 4            | met Frans Bauer / nr. 11 in de Mega Top 50/100                                            |
| Met z'n allen Montignacen                                     | 1998                  | 07-02-1998            | tip23           | -            | nr. 92 in de Mega Top 50/100                                                              |
| Adios mijn vriend                                             | 1998                  | 13-06-1998            | 31              | 2            | met Corry Konings / nr. 43 in de Mega Top 50/100                                          |
| Tussen kroegen en kerken                                      | 2000                  | -                     |                 |              | nr. 82 in de Mega Top 50/100                                                              |
| Wimmetje gaat, Pimmetje komt                                  | 2002                  | -                     |                 |              | met Pim Fortuyn / nr. 88 in de Mega Top 50/100                                            |
| Dan zingen we 1,2,3 (waar zou toch de zevende hemel zijn)     | 2005                  | -                     |                 |              | nr. 38 in de Single Top 100                                                               |
| Het moederlied                                                | 2005                  | -                     |                 |              | met Wesley / nr. 33 in de Single Top 100                                                  |
| 't Smurfenlied                                                | 2005                  | -                     |                 |              | met Dynamite / nr. 61 in de Single Top 100                                                |
| De engel                                                      | 2011                  | -                     |                 |              | met De Mosselman / nr. 82 in de Single Top 100                                            |
| Beste Koning                                                  | 2012                  | -                     |                 |              |                                                                                           |
| Wittewattetis Gewittetnie                                     | 2016                  | -                     |                 |              |                                                                                           |
| Ik wil mijn gulden terug                                      | 2016                  | -                     |                 |              |                                                                                           |

| Single met hitnotering(en) in de Vlaamse Ultratop 50 | Datum van verschijnen | Datum van binnenkomst | Hoogste positie | Aantal weken | Opmerkingen          |
| ---------------------------------------------------- | --------------------- | --------------------- | --------------- | ------------ | -------------------- |
| Zou het erg zijn lieve opa                           | 1971                  | 14-08-1971            | 26              | 1            | met Wilma            |
| Olleke bolleke                                       | 1972                  | 04-03-1972            | 15              | 2            |                      |
| Veronica 538                                         | 1972                  | 11-11-1972            | 14              | 5            | met Jacques Herb     |
| Uche uche                                            | 1973                  | 10-03-1973            | 8               | 8            |                      |
| Den Uyl is in den olie                               | 1974                  | 23-02-1974            | 15              | 5            |                      |
| In de C-klasse                                       | 1974                  | 01-06-1974            | 27              | 1            |                      |
| In 't kleine café aan de haven                       | 1976                  | 21-02-1976            | 17              | 3            |                      |
| 't Smurfenlied                                       | 1977                  | 29-10-1977            | 1(5wk)          | 16           |                      |
| Smurfenbier                                          | 1978                  | 28-01-1978            | 5               | 7            |                      |
| Mary Rose                                            | 1978                  | 12-08-1978            | 24              | 1            |                      |
| Er klinkt muziek door de nacht                       | 2003                  | 19-07-2003            | tip17           | -            | met Wendy Van Wanten |
| 't Smurfenlied                                       | 2005                  | 23-07-2005            | 13              | 10           | met Dynamite         |

### NPO Radio 2 Top 2000
| Nummer met noteringen in de NPO Radio 2 Top 2000 | '99 | '00 | '01  | '02  | '03  | '04 | '05 | '06 | '07 | '08 | '09  | '10  | '11  | '12  | '13 | '14  |
| ------------------------------------------------ | --- | --- | ---- | ---- | ---- | --- | --- | --- | --- | --- | ---- | ---- | ---- | ---- | --- | ---- |
| In 't kleine café aan de haven                   | 564 | 785 | 1715 | 1127 | 1184 | 876 | 906 | 884 | 965 | 921 | 1414 | 1749 | 1603 | 1879 | -   | 1913 |

1. ↑  Een '-' betekent dat het nummer niet was genoteerd en een vetgedrukt getal geeft de hoogste notering aan.
2. ↑  Deze tabel is bijgewerkt tot en met de meest recente editie (2024).

## Wetenswaardigheden
- Oorspronkelijk had hij geen echte baard maar alleen een zwarte sik en gebruikte hij een opplakbaard. In de loop der tijd liet hij zijn baard groeien en spoot hij deze bij een optreden steeds grijs. In 1974 tijdens een rechtstreekse uitzending van het NCRV-programma Geven voor Leven liet hij zijn baard afscheren nadat de opbrengst boven de vijftig miljoen gulden was gekomen, hetgeen hij van tevoren had bezworen. Nadat de baard was afgeschoren, gaf Kartner aan niet echt blij te zijn met het verdwijnen van zijn handelsmerk. Tot de baard weer was aangegroeid gebruikte hij bij een optreden zolang een nepbaard.[18]
- Op 24 november 1978 was hij te gast in het Vlaamse tv-praatprogramma Noord-Zuid van Mies Bouwman en Johan Anthierens die hem onheus bejegenden. Vooral Anthierens had veel kritiek op zijn commerciële instelling en bracht een gerucht naar voren dat Peyo nog geen auteursrechten in verband met 't Smurfenlied zou hebben ontvangen. De zanger voelde zich door Anthierens' kritiek zo beledigd dat hij verontwaardigd de studio verliet.[19][20] Peyo meldde naar aanleiding hiervan dat er geen financieel geschil was.[21]

### Single-weetjes
- In 1992 verscheen er een single van de 7 Sons met de titel Vater Abraham Ist Tot, een parodie op James Brown Is Dead van L.A. Style.
- In 2005 bracht Vader Abraham zijn Smurfenlied opnieuw uit in België, samen met de groep Dynamite. Het nummer werd een succes en kwam tot de dertiende plaats in de Belgische hitparade.[22]
- In 2007 schreef en zong hij (als bekende inwoner van Breda) het lied Breda jij bent de mijne, ik blijf de jouwe, speciaal voor de opening van de Haven op 30 juni en 1 juli 2007 in Breda.
- In 2008 nam hij In 't kleine café aan de haven opnieuw op met de titel Daar In Dat Rookvrije Café vanwege het rookverbod dat per 1 juli van dat jaar van kracht is.
- Pierre Kartner heeft meer hits gescoord in de Nationale Hitparade dan welke artiest of groep dan ook, namelijk 69. Drie daarvan belandden op de eerste plaats: Zou het erg zijn, lieve opa (met Wilma), Den Uyl is in den olie (met Boer Koekoek) en 't Smurfenlied (met de Smurfen).
- In 1977 was 't Smurfenlied de bestverkochte single in Nederland (in totaal 400.000 singles in 1977 en 1978). Zijn internationale succes leverde hem in 1978 de Conamus Exportprijs op.